# Листов, Семён Давыдович
Семён Давыдович Листов (настоящая фамилия Лискер; 13 августа 1915 — ?) — советский драматург, сценарист, журналист.

## Биография
Родился 13 августа 1915 года в городе Баре Могилёвского уезда Подольской губернии (ныне Винницкая область Украины).
В 1933 году поступил в Литературный институт имени А. М. Горького, который окончил в 1938 году.
В октябре 1938 года призван в РККА. С начала Великой Отечественной войны на фронте. С 30 мая 1943 года — оперуполномоченный отдела контрразведки «Смерш» 5-го Гвардейского истребительного авиаполка 11-й Гвардейской истребительной авиационной Днепропетровской Краснознамённой дивизии. Награждён медалью «За боевые заслуги» (1943) и орденом Красной Звезды (1945). Демобилизован в звании гвардии капитана.
Работал ответственным секретарём газеты «Пропеллер» Московского авиационного института.
В соавторстве с Леонидом Аграновичем написал пьесы «Национальная премия» (1950), «День Кирилла Дёмина» (1952), «Гвардии полковник Друнин» (1953), «Лётчики» (1954).
С 1958 года был уполномоченным оргкомитета Союза кинематографистов СССР по Киргизии. Работал начальником сценарного отдела  Фрунзенской студии художественных и хроникально-документальных фильмов. Привлёк к работе в кино писателя Чингиза Айтматова.
Автор ряда киносценариев.

## Семья
Сын — Виктор Семёнович Листов (Лискер, 1937—2020), историк, киновед, пушкинист, кандидат исторических наук (1968), доктор искусствоведения (1990).

## Фильмография

### Сценарист
- 1960 — Твои друзья
- 1963 — Улица космонавтов
- 1966 — Королевская регата
- 1969 — У заставы «Красные камни»
- 1973 — Озорные братья
- 1977 — Белая мгла
- 1980 — Солдат и сад
- 1982 — Шкатулка из крепости